# 比較社會學
比較社會學（Comparative sociology）泛指社會學分析，從中把各國及不同類型的社會作詳細比較。譬如，把資本主義的社會跟社會主義的社會作比較。
在社會學中，有兩種主流的方法。其一，從不同國家和文化中找出相似的地方；其二，就是找出差異的地方。例如，結構派馬克思主義者嘗試利用比較方法發現了潛伏於不同社會的社會秩序。這種方法的危險性是不同的社會內涵可能在尋找普遍結構時被忽略。其中一位社會學家套用比較方法來了解差別就是馬克斯·韋伯。他的研究展示文化差別怎樣解釋不同的社會秩序的產生。譬如，新教徒倫理、資本主義精神及宗教社會學。
有關「比較」標籤是否合當在社會學中仍然有些爭論。塗爾幹在《社會學方法論》（1895年）爭論自從社會現象變得典型、有代表性、獨特，所有都暗示某些比較，所有社會學研究實際上是有比較性的。以此理解，所有社會學分析都是有比較性的，那些參考比較性研究的都應該被稱為跨國研究。